# 伦纳特·赫尔曼
伦纳特·赫尔曼（瑞典語：Lennart Hellman，1914年12月2日—1960年9月23日），瑞典男子足球、冰球运动员，场上位置是前锋。他曾代表瑞典国家队参加1936年冬季奥林匹克运动会冰球比赛，获得第5名。